# Одоровићи
Одоровићи су насељено мјесто у граду Живинице, Босна и Херцеговина.

## Историја
Одоровићи су настали 1985. године. издвајањем од насеља Вишћа Доња.

## Становништво
|             | 2013.          | 1991.          |
| Укупно      | 1 096 (100,0%) | 1 033 (100,0%) |
| Бошњаци     | 1 047 (95,53%) | 965 (93,42%)1  |
| Хрвати      | 17 (1,551%)    | 26 (2,517%)    |
| Роми        | 15 (1,369%)    | –              |
| Муслимани   | 5 (0,456%)     | –              |
| Босанци     | 4 (0,365%)     | –              |
| Остали      | 3 (0,274%)     | 5 (0,484%)     |
| Срби        | 2 (0,182%)     | 13 (1,258%)    |
| Непознато   | 2 (0,182%)     | –              |
| Неизјашњени | 1 (0,091%)     | –              |
| Југословени | –              | 24 (2,323%)    |

1. 1 На пописима од 1971. до 1991. Бошњаци су пописивани углавном као Муслимани.